# Trio de corda, Op. 9 núm. 2 (Beethoven)
El Trio de corda en re major, Op. 9 núm. 2 és una obra per a violí, alto i violoncel de Beethoven. Fou compost l'any 1796-98. Està dedicat al comte Johann Georg von Browne i aparegué publicat per l'editorial Traëg. Se'l numera com a Trio de corda núm. 4 de Beethoven.

## Estructura i anàlisi de l'obra
El trio a cordes és en quatre moviments :
1. Allegretto
2. Andante quasi allegretto
3. Menuetto: Allegro
4. Rondo: Allegro

La durada de l'execució és d'uns vint quatre minuts.
El trio en re major és la peça més tradicional dels tres trios Op. 9. No hi ha els efectes simfònics del primer en sol major, però transmet una música molt subtil amb un ambient càlid i íntim. El moviment lent en re menor és probablement la peça més trista de l'opus.